# 성 시미언 교회
성 시미언 교회(아랍어: كنيسة مار سمعان العمودي)는 5세기까지 거슬러 올라가는 현존하는 가장 오래된 비잔틴 교회 중 하나이며, 시리아 알레포의 서쪽 36 킬로미터 떨어진 곳에 위치하고 있다. 고대 도시 안티오케이아에 인접한 폐허 마을 텔라니소스를 본거지로 하며 성 시미언 기둥을 중심으로 지어졌다. 일반적으로 칼라트 사만(아랍어: قلعة سمعان), 시미언의 요새, 디르 세만(아랍어: دير سمعان ) 등의 이름으로 알려져 있다.
성 시미온의 기둥은 지금도 안뜰 중심에서 볼 수 있지만, 현재는 높이 2 미터 정도의 바위에 지나지 않는다. 기초는 방형으로 1면 2미터이다. 안뜰은 십자 모양으로 배치된 4개의 바실리카 성당에 둘러싸여 있다.
동쪽의 교회는 다른 것보다 조금 크고 가장 중요하며, 모든 주요 행사를 개최했다. 동쪽 성당의 남쪽 벽에 인접하여 예배당과 수도원이 있다.
남쪽의 교회 건너편에 있는 세례당은 주교회의 조금 후에 지어졌으며, 순례지로서 중요한 장소 중 하나였다. 세례당 서쪽에는 디르 세만으로 통하는 순례로가 있다.
2011년 6월 교회와 주변의 마을이 국제 연합 교육 과학 문화 기구로부터 시리아 북부의 고대 촌락의 세계 유산 지역의 일부로 지정되었다.
2016년 5월 12일, 공습으로 큰 피해를 입었다.

## 참고 문헌
- Gary Vikan, Byzantine Pilgrimage Art (Dumbarton Oaks Papers, 1982), 8-9.
- Simeon Citadel and Dead Cities, Suggestion to haveSaint Simeon Stylitesrecognized as a UNESCO world heritage site, in 2006, as part of "Simeon Citadel and Dead Cities"-project.
- "St. Simeon Church." Syria Gate (accessed 2008).
- Sacred Destinations